# Ansis Lielgalvis
Ansis Teodors Lielgalvis (nació el 5 de diciembre de 1878 y murió en 1921) fue un oficial letón que llegó a alcanzar el rango de coronel. Fue uno de los comandantes de los fusileros letones.

## Biografía
Nació el 5 de diciembre de 1878 en la parroquia de Lestene “Ērmės”, propiedad de la familia Ans y Trīne Lielgalvju. Tras graduarse en la escuela militar con el rango de oficial del ejército del Imperio ruso participó en la guerra ruso-japonesa. Más tarde formaría parte en la Primera Guerra Mundial y fue galardonado por su heroísmo con la Espada juramentada de San Juan. En 1915, se trasladó voluntariamente a la Unidad de fusileros Letones, uniéndose el 6º Batallón de fusileros de Tukums en Letonia (Regimiento desde noviembre de 1916). El 27 de abril de 1917 fue nombrado comandante de la brigada de fusileros letones. En 1918 se unió al Ejército Rojo y en 1920, comandó la 13.ª brigada de fusileros, y más tarde la 124ª brigada de choque (como asistente del comandante) con quien tomó la última línea de la defensa de Wroclaw. Murió de cólera en el Cáucaso en 1921.
- Datos: Q20563348